# Сойер, Басско
Ба́сско Со́йер Канте́лья (исп. Bassco Soyer Cantella; род. 17 октября 2006, Лима) — перуанский футболист, вингер клуба «Альянса Лима».

## Клубная карьера
Сойер — воспитанник клуба «Альянса Лима». 30 июля 2023 года в матче против «Универсидад Сесар Вальехо» он дебютировал в перуанской Премьере. 

## Международная карьера
В 2023 году в составе юношеской сборной Перу Сойер принял участие в юношеском чемпионате Южной Америки в Эквадоре. На турнире он сыграл в матчах против сборных Боливии, Парагвая, Аргентины и Венесуэлы. В поединке против боливийцев Басско забил гол.
В 2025 году в составе молодёжной сборной Перу Сойер принял участие в молодёжном чемпионате Южной Америки в Венесуэле. На турнире он сыграл в матчах против сборных Парагвая, Венесуэлы, Чили и Уругвая. В поединке против чилийцев Басско забил гол.